# Christoph Grabner zu Rosenburg zu Waasen
Christoph Grabner zu Rosenburg zu Waasen (* nach 1510 auf Schloss Rosenburg; † vor 1562), auch Christoph Grabner, war ein Adeliger des Erzherzogtums Österreich unter der Enns.

## Biografie
Christoph Grabner war der Sohn von Sebastian I. Grabner zu Rosenburg aus der Linie der Grabner zu Rosenburg der weitverzweigten Herren von Graben und seiner ersten Ehefrau Apollonia von Pottenbrunn. Die Familie der Grabner zählte im Laufe des 16. und beginnenden 17. Jahrhunderts zu den reichsten und angesehensten Familien Österreichs. Im 16. Jahrhundert gelangten sie aufgrund ihrer aktiven Förderung des Protestantismus in Opposition zu den Habsburgern.
Mit dem Testament seines Vaters erhielten Christoph und sein älterer Bruder Georg Grabner zu Rosenburg 1535 aus dem mütterlichen Erbteil jeweils 1.000 Pfund Pfennig. Weiters erbte Christoph die Burg Waasen (Waasen in der Gemeinde Neumarkt an der Ybbs), die Ämter Strengberg und Aggsbach (zur Hälfte stand Aggsbach in Besitz seines jüngeren Halbbruders Leopold Grabner zu Rosenburg), einen Zehnt aus dem Land ob der Enns, den Weingartenzehnt zu Pöchlarn sowie den Hof mit den Weingärten in Furth. Christoph war unverheiratet und scheint vor 1562 verstorben zu sein, denn als Erbe von Aggsbach tritt sein 1562 verstorbener Bruder Georg auf.

## Quelle
- Von Graben Forschung